# Revista Ciência Agronômica
A Revista Ciência Agronômica é um periódico científico editado pelo Centro de Ciências Agrárias da Universidade Federal do Ceará que publica artigos científicos no campo de Agronomia. Publicada desde seu lançamento em 1971, esta revista está indexada em várias bases como Latindex e DOAJ.
Na avaliação do Qualis realizada pela Coordenação de Aperfeiçoamento de Pessoal de Nível Superior (CAPES), este periódico foi classificado no extrato B1 nas áreas de Ciência de alimentos, Ciências agrárias, Ciências ambientais, Geografia, Interdisciplinar, Planejamento Urbano/Demografia e Zootecnia.